# Macròpsia
La macròpsia o megalòpsia és una condició neurològica que incideix en la percepció visual humana, ocasionant que els objectes en una porció particular del camp visual semblin ampliats en la seva grandària habitual, la qual cosa provoca una sensació de reducció en l'escala percebuda per la persona afectada. Aquesta anomalia, forma part de la categoria de trastorns visuals coneguts com dismetròpsia o dismorfòpsia i és oposada a la micròpsia.
Associada amb diferents condicions relacionades amb la percepció visual, com la anisoiconia i la síndrome d'Alícia al país de les meravelles (AIWS), també conegut com a síndrome de Todd, la macròpsia té una etiologia variada. Les seves causes poden atribuir-se a l'ús de fàrmacs, tant legals com il·legals, a episodis de migranya i, en situacions poc comunes, a l'epilèpsia parcial complexa. A més, s'observa en episodis de deliris febrils, brots aguts de psicosis esquizofrèniques i en estats psicoastènics. Des d'una perspectiva fisiològica, la macròpsia retinal sorgeix a causa de la compressió dels cons de l'ull, la qual cosa altera la distribució dels receptors, ocasionant una percepció amplificada de la grandària d'un objecte.

## Sígnes i símptomes
Els signes i símptomes associats amb la macròpsia són clarament evidents, sent el més notable la percepció d'objectes notablement engrandits en el camp visual d'una persona. Aquest fenomen s'il·lustra amb exemples com el cas d'una nena que podria veure els llibres de la seva germana de la mateixa grandària que ella. Aquesta condició pot portar a la sensació de sentir-se insuficientment petit en comparació amb l'entorn circumdant.
En el context de la macròpsia, els individus han reportat la pèrdua de la funció auditiva abans de l'aparició d'al·lucinacions visuals, suggerint la possibilitat d'una convulsió abans o després de l'al·lucinació. A més, s'ha assenyalat la percepció d'un brunzit en les oïdes immediatament abans que es manifesti la macròpsia. Algunes persones afectades esmenten que aquests símptomes poden disminuir si intenten tocar físicament l'objecte que sembla enormement gran. És rellevant destacar que, en general, les persones romanen lúcides i alerta durant aquests episodis, podent descriure detalls específics.
No totes les persones que experimenten macròpsia presenten condicions psiquiàtriques. Els símptomes induïts químicament per drogues com el cànnabis, fongs al·lucinògens o cocaïna tendeixen a desaparèixer una vegada que el compost químic s'ha metabolitzat i eliminat del cos. Aquells que desenvolupen macròpsia com a símptoma d'una infecció viral generalment experimenten una recuperació completa i la restauració d'una visió normal.
La presència de dismetròpsia en un sol ull, que és un tipus d'anisoiconia, pot manifestar-se amb símptomes com ara maldecaps, astenopia (fatiga visual), dificultats per a llegir, problemes en la percepció de la profunditat o visió doble. Aquesta distorsió visual pot generar una estimulació no corresponent de regions retinals per imatges no relacionades, afectant la fusió de les imatges. L'absència de supressió d'una de les imatges pot desencadenar símptomes com una lleu i deficient percepció tridimensional (estereòpsia) o visió doble (diplopia binocular).

## Causes

### Efectes psicològics
Els efectes psicològics associats amb la macròpsia abasten una àmplia gamma de respostes i experiències emocionals en els qui la pateixen. Existeixen postures oposades respecte a si la macròpsia és purament un fenomen patològic de naturalesa psicològica sense una causa estructural definida. Les persones afectades poden experimentar estats emocionals diversos, des d'irritabilitat o enuig fins a una sensació d'eufòria. S'ha observat que aquells que sofreixen la síndrome d'Alícia al país de les meravelles i experimenten macròpsia poden relatar les seves vivències amb gran detall, a pesar que no es trobi evidència d'alteracions psiquiàtriques que requereixin teràpia específica.
Encara que unes certes condicions psicològiques poden sorgir en connexió amb la macròpsia, existeix consens en la comunitat mèdica que no són la causa directa d'aquesta condició visual. Els individus afectats poden enfrontar una ansietat extrema durant i després dels episodis a causa de l'aclaparadora distorsió visual que experimenten. Això pot portar a una reticència per part dels qui han experimentat la macròpsia a relatar les seves experiències, encara que conservin la capacitat per a fer-ho.
Des d'una perspectiva psicològica, les persones amb macròpsia poden sentir una sensació de desconnexió i separació de l'entorn que els envolta, i fins i tot de les seves relacions familiars més pròximes. Aquest sentiment de dissociació és més comunament observat en pacients més joves. Poden percebre l'entorn com a hostil i gegantesc, la qual cosa desencadena una sensació d'enfrontament injust amb forces aclaparadores. Com a mecanisme de defensa, poden manifestar una personalitat extravertida o extravagant, encara que internament persisteixi la por cap als altres. En un intent d'equilibrar la distorsió perceptiva, podrien adoptar comportaments hostils o intentar fer sentir petits als altres.
L'impacte psicològic de la macròpsia és més significatiu en aquells que han experimentat la condició des de la infància, podent generar serioses deficiències en la formació de l'ego. Malgrat això, existeix una interpretació alternativa que suggereix que la macròpsia podria ser una resposta a una contracció biofisiològica, sense arrels purament psicològiques. Segons aquesta teoria, quan un pacient aconsegueix un objecte aparentment engrandit, està superant aquesta contracció fisiològica. No obstant això, aquesta interpretació ha estat objecte de debat i crítica en l'àmbit científic.

### Defectes estructurals
Les causes subjacents de la macròpsia involucren defectes estructurals que afecten la percepció visual, particularment quan aquest fenomen incideix en un sol ull, generant discrepàncies en la forma en què tots dos ulls interpreten la grandària o la forma de les imatges. En tal context, s'identifica com anisoiconia.
S'ha observat una estreta associació entre la anisoiconia i unes certes afeccions que afecten la retina. Per exemple, la presència de la membrana epiretinal ha estat vinculada directament amb l'aparició de metamorfòpsia i anisoiconia. Aquesta membrana, en adherir-se excessivament a la retina, pot causar tracció vitreomacular, la qual cosa condueix a la separació i compressió de les cèl·lules fotoreceptores, fenomen que incideix en la anisoiconia.
A més, s'ha constatat que l'edema macular i la reintegració quirúrgica després del despreniment de retina regmatogènic sense màcula poden generar una major separació entre les cèl·lules fotoreceptores maculessis, la qual cosa contribueix al desenvolupament de la dismetròpsia. Una altra condició ocular, coneguda com a retinòsquisi, també ha estat identificada com una causa que propicia l'aparició de anisoiconia.
Cal esmentar que, s'ha observat evidència que suggereix que una lesió localitzada en l'àrea posterior de la via visual occipitotemporal ventral pot desencadenar la macròpsia. Aquesta lesió pot resultar de la mort cel·lular isquèmica després d'un infart cerebral agut en aquesta regió específica.

### Medicaments
Les raons darrere de la macròpsia, en relació amb els medicaments, han estat objecte de recerca en diversos fàrmacs, particularment el zolpidem i el citalopram. És important recalcar, que, amb relació a aquests medicaments, s'han registrat un nombre limitat de casos, sense que existeixi suport experimental que validi els seus efectes secundaris específics.
El zolpidem, un medicament receptat per a tractar l'insomni, ha mostrat efectes beneficiosos; no obstant això, ha estat associat amb nombrosos casos de reaccions perceptives adverses. En un estudi de cas, s'esmenta l'episodi de macròpsia experimentat per una dona anorèxica, ocorregut aproximadament vint minuts després d'ingerir 10 mg de zolpidem. Posteriorment, la mateixa pacient va experimentar dos episodis addicionals de macròpsia després de prendre 5 mg i 2,5 mg de zolpidem, respectivament, per a cada episodi successiu. Es va observar que la intensitat d'aquests episodis va disminuir a mesura que es reduïa la quantitat de zolpidem administrada. L'avaluació de la intensitat es va basar en els relats de la pacient sobre els seus episodis de macròpsia, sense un diagnòstic extern. Els informes assenyalen similituds notables entre els diferents casos de desorganització induïda per zolpidem. Aquests casos, tots ells reportats per dones, van revelar que la desorganització i agitació van sorgir després de la primera dosi de zolpidem, i una vegada suspès el fàrmac, no es van manifestar efectes residuals prolongats. Es teoritza que la macròpsia associada al zolpidem podria ser més freqüent en dones a causa d'una concentració plasmàtica del fàrmac fins a un 40% major en elles, concentració que s'eleva encara més en dones amb anorèxia.
El citalopram, un antidepressiu que actua inhibint la recaptació de serotonina, ha estat associat amb casos de macròpsia. En un d'aquests casos, una dona va experimentar macròpsia després de prendre una dosi inicial de 10 mg de citalopram. Similar a aquest efecte observat amb zolpidem, la interrupció immediata del citalopram va conduir a la cessació dels episodis de macròpsia en aquest cas específic.

### Drogues
Existeixen indicis que suggereixen una possible relació entre les distorsions visuals, com la macròpsia, i el consum de cocaïna, una droga il·lícita. S'ha observat que els episodis de macròpsia temporal, induïts per substàncies químiques com les d'aquesta droga, tendeixen a disminuir a mesura que aquestes substàncies abandonen l'organisme.

### Migranya
Les recerques prèvies han establert un vincle entre la macròpsia i la migranya. Estudis han assenyalat aquesta relació, com un que es va centrar en adolescents japonesos, on es van reportar il·lusions visuals intermitents amb macròpsia. Aquestes anàlisis van indicar que les il·lusions tenien tres vegades més probabilitat de manifestar-se en concordança amb la migranya. A més, es va observar una major freqüència d'aquestes il·lusions en nenes d'entre 16 i 18 anys. En aquest context, es va descartar la possibilitat que la macròpsia en aquests adolescents fos resultat d'atacs epilèptics, atès que només el 0,3% dels adolescents japonesos pateixen epilèpsia. No es van trobar indicis de consum de drogues, la qual cosa elimina la possibilitat que la macròpsia en aquests joves sigui induïda per substàncies químiques. Així mateix, es va descartar la probabilitat que la macròpsia en adolescents estigués associada amb malalties greus.
Generalment, és la macròpsia o altres alteracions visuals les que precedeixen a les migranyes doloroses. Aquests episodis poden presentar-se com a part de la migranya, sent breus i amb una durada d'uns minuts. S'ha considerat que els adolescents que experimenten múltiples distorsions per episodi, com la visió en càmera lenta i la macròpsia, tenen una major probabilitat de patir migranya. Els episodis de macròpsia vinculats amb la migranya solen estar sincronitzats amb la durada de l'episodi, que pot variar des de moments fugaços fins a 15 minuts. No obstant això, no es té constància que maldecaps no migranyosos estiguin relacionats amb il·lusions visuals episòdiques.
Fins i tot en absència de migranya, la febre o l'estat hipnagògic poden desencadenar il·lusions visuals, que podrien considerar-se com macròpsia. A vegades, una persona amb macròpsia pot no percebre la connexió directa entre la migranya i aquesta distorsió visual, ja que és probable que aquests trastorns no manifestin símptomes simultàniament. Tot i que no es comprèn completament la fisiopatologia d'aquesta afecció, la coexistència amb els maldecaps suggereix una relació entre tots dos fenòmens.

### Epilèpsia
La macròpsia pot sorgir com un símptoma tant de l'epilèpsia del lòbul frontal com del lòbul temporal, contribuint al diagnòstic d'aquestes malalties. Els nens que experimenten al·lucinacions nocturnes amb macròpsia poden inicialment buscar atenció mèdica per trastorns d'atacs de pànic, però després se'ls diagnostica formes d'epilèpsia. Encara que els pacients amb epilèpsia poden no recordar la convulsió, sovint recorden les al·lucinacions que precedeixen a l'atac. Per a confirmar el diagnòstic, s'utilitzen electroencefalografies o imatges de EEG mentre el pacient experimenta l'episodi. Això pot revelar si el EEG és coherent amb una convulsió del lòbul frontal o temporal.
Els episodis de distorsió visual associats amb l'epilèpsia solen estar acompanyats d'ansietat i maldecaps. Si bé l'àcid valproic ha estat usat per a tractar aquestes convulsions, els medicaments anticonvulsius adequats per a convulsions d'inici focal, com la oxcarbazepina, han mostrat eficàcia en el tractament de la macròpsia associada amb l'epilèpsia.

### Hipoglucèmia
La hipoglucèmia endògena, caracteritzada per nivells anormalment baixos de sucre en sang, pot desencadenar alteracions visuals, incloent-hi episodis de macròpsia. Aquest tipus d'hipoglucèmia es defineix per baixos nivells de sucre en sang sense estar associats a l'administració exògena d'insulina. Experiments i observacions clíniques han evidenciat que tant la hipoglucèmia experimental com els pacients sota teràpia amb insulina poden experimentar episodis de macròpsia.

### Infeccions víriques
En relació amb infeccions virals com el virus d'Epstein-Barr i la mononucleosi infecciosa, s'ha reportat un augment en la percepció de la grandària dels objectes, coincidint amb altres símptomes de la síndrome d'Alícia al país de les meravelles. Els pacients amb Epstein-Barr que experimenten al·lucinacions visuals solen mostrar anomalies en les imatges de ressonància magnètica, incloent-hi inflació en l'escorça cerebral, prolongació transitòria de T2 i lesions transitòries. La ressonància magnètica es recomana per a pacients d'Epstein-Barr que esmenten al·lucinacions visuals. La macròpsia pot manifestar-se abans o després de l'aparició i resolució de tots els símptomes clínics associats amb la malaltia. La seva durada pot oscil·lar entre dues setmanes i set mesos, i la majoria dels pacients es recuperen per complet. A més, pacients afectats pel Coxsackievirus B1 han informat nombrosos símptomes de la síndrome d'Alícia al país de les meravelles, sent la macròpsia i la micròpsia els més comuns.

## Fisiopatologia
La macròpsia, pot originar-se per diferències en l'augment òptic entre els ulls, la distribució de receptors retinals o el processament cortical de la informació visual. La seva aparició s'associa amb l'estirament o compressió de la retina, la qual cosa altera la disposició dels receptors. Aquest canvi pot portar a una major percepció de la grandària de l'objecte (macròpsia) o, en sentit contrari, a una percepció reduïda (micròpsia). La major densitat de receptors fotoreceptors en la macròpsia ocasiona una estimulació augmentada, resultant en la percepció d'un objecte més gran. La dependència del camp visual per a la distorsió visual suggereix una compressió no uniforme de la distribució de receptors, especialment si les forces de compressió es troben prop de la fòvea.
Les alteracions en la distribució de receptors poden originar-se per condicions com la membrana epiretinal, despreniment i reinserció de la neurorretina o la retinòsquisi. En casos quirúrgics de despreniment de retina regmatogènic sense màcula, s'ha observat una macròpsia asimètrica. A més, la retinòsquisi pot manifestar-se de manera asimètrica, presentant macròpsia predominantment en direcció vertical i micròpsia en direcció horitzontal.

## Diagnòstic
El diagnòstic de la macròpsia s'estableix generalment quan el pacient reporta la percepció d'objectes desproporcionadament grans en el seu camp visual. Les proves com la reixeta d'Amsler i el Nou Test d'Anisoiconia (NAT) s'utilitzen per a avaluar aquesta distorsió visual. La inflor cap a fora de les línies en la reixeta d'Amsler indica la presència de macròpsia. El NAT, mitjançant semicercles vermells i verds amb un objectiu de fixació, permet quantificar l'anisoiconia, on un valor positiu indica la percepció d'objectes més grans (macròpsia), i un valor negatiu, més petits (micròpsia). Altres mètodes com l'Anisoiconia Inspector, basats en principis similars al NAT, permeten mesurar la diferència de grandària en una pantalla de computadora.

## Tractament
El tractament de la macròpsia, especialment vinculada amb la anisoiconia, implica l'ús de dispositius òptics per a corregir les discrepàncies en l'augment ocular. Aquests mètodes inclouen ajustos en les lents d'ulleres, canvis en les lents de contacte o la combinació d'ambdues, així com adaptacions en la potència de les lents. En casos de macròpsia induïda per drogues o virus, el tractament implica abordar la causa subjacent, ja sigui el cessament del consum de drogues o el tractament de la infecció viral, la qual cosa porta al cessament de la macròpsia.